# Hagen Melzer
Pour les articles homonymes, voir Melzer.
Hagen Melzer (né le 16 juin 1959 à Bautzen) est un athlète allemand spécialiste du 3 000 mètres steeple. 
Représentant l'Allemagne de l'Est, Il remporte la médaille d'or du steeple lors des Championnats d'Europe de Stuttgart où il devance avec le temps de 8 min 16 s 65 l'Italien Francesco Panetta et l'Allemand Patriz Ilg. L'année suivante, Hagen Melzer monte sur la deuxième marche du podium des Championnats du monde de Rome et signe la meilleure performance de sa carrière en 8 min 10 s 32, s'inclinant finalement face à Francesco Panetta.
Il remporte à sept reprises les Championnats d'Allemagne de l'Est en 1980, 1983 et de 1985 à 1989.

## Palmarès
| Date | Compétition           | Lieu      | Place |
| ---- | --------------------- | --------- | ----- |
| 1982 | Championnats d'Europe | Athènes   | 4e    |
| 1986 | Championnats d'Europe | Stuttgart | 1er   |
| 1987 | Championnats du monde | Rome      | 2e    |
| 1990 | Championnats d'Europe | Split     | 7e    |